# 惊险岔路口

时光暗道 (The Cave of Time)，惊险岔路口的第一本書。

《惊险岔路口》（英語：Choose Your Own Adventure）是一系列的兒童書籍，1979年至1998年由班騰書店出版，現在則由Chooseco負責出版。每個故事均以“你”（第二人稱視角）为主角，使讀者有很强的代入感（从而被称为游戏书）。

## 形式
在每一个章节最后会有几个选择，讀者要自己选择選擇故事的发展方向。如：
若你決定回家，請翻至第四頁。
若你決定繼續等著，請翻至第五頁。
根據讀者的選擇，情節會以不同形式開展，並導致許多不同的結局。
在觀眾選角扮演裡，多重結局的類型有：
- 至少有一個（但通常很少）結局會通往理想的結局（反派的計畫失敗，可能加上反派人物最後被捕或被殺；而主角、朋友或其他「好人」得到豐富的報酬）。
- 因為讀者的決定而導向通往死亡的結局，可能涉及主角本人或其中一個或以上的「朋友」，亦可能是兩者。相關情節通常會包括壞人奪去好人努力的成果，及接下來兩派對抗與主角方人物死亡的結局。
- 其他的結局則會通往可滿意（但不是最佳）或不滿意（但並非壞透）的結局。
- 書中至少有一個使讀者變成壞人的結局。

## 香港版本
香港的小太陽出版社於1983年選擇部份期數推出香港中文版《自我歷險叢書》, 總共12本:
1. 《太空俘虜》（Inside UFO 54-40）

2. 《大富翁之死》（Who Killed Harlowe Thrombey？）

3. 《時光隧道》（The Cave of Time）

4. 《萬能寶石》（The Lost Jewels of Nabooti）

5. 《地心王國》（Underground Kingdom）

6. 《金字塔搜秘》（Secret of the Pyramids）

7. 《星球巡警》（Space Patrol）

8. 《海底奇遇記》（Journey Under the Sea）

9. 《瑪雅族之謎》（Mystery of the Maya）

10. 《天外之天》（Space and Beyond）

11. 《撒哈拉之旅》（By Balloon to the Sahara）

12. 《星空爭霸戰》（Hyperspace）
第12期內預告的第13期《怪屋疑雲》（House of Danger）最後並無推出。

## 外部連結
- DVD版官網 （页面存档备份，存于）
- 書本版官網 （页面存档备份，存于）